# Jürgen Dennert
Jürgen Dennert (* 6. August 1935 in Stettin; † 4. Januar 1970 in Hamburg) war ein deutscher Politikwissenschaftler, Journalist und Autor.
Dennert studierte ab 1958 Politische Wissenschaft und Philosophie an der Universität Hamburg und wurde dort 1963 promoviert. Anschließend war er wissenschaftlicher Assistent an der Universität Hamburg und habilitierte sich dort 1968. Er schrieb für das Deutsche Allgemeine Sonntagsblatt, eine von der Evangelischen Kirche herausgegebene Wochenzeitung. Darüber hinaus war er Mitglied der Deutschen Vereinigung für Politische Wissenschaft und widmete sich eigenen publizistischen Tätigkeiten. 1963 und 1967 erhielt er den Theodor-Wolff-Preis.

## Veröffentlichungen
- Ursprung und Begriff der Souveränität. G. Fischer, Stuttgart 1964, ISBN 978-3-43750-124-1 (= Dissertation)
- Entwicklungshilfe. Geplant oder verwaltet? Bertelsmann-Universitätsverlag, Bielefeld 1968
- mit Théodore de Bèze: Das Recht der Obrigkeiten gegenüber den Untertanen und die Pflicht der Untertanen gegenüber den Obrigkeiten. Westdeutscher Verlag, Opladen 1968
- (Hrsg.): Beza, Brutus, Hotman. Calvinistische Monarchomachen. Westdeutscher Verlag, Opladen 1968
- Verschwiegenes Zeitgeschehen. Kriege & Kämpfe der Gegenwart von denen keiner spricht. Econ Verlag, Berlin 1970
- Die ontologisch-aristotelische Politikwissenschaft und der Rationalismus. Duncker & Humblot, Berlin 1970, ISBN 978-3-428-01837-6 (= Habilitationsschrift)